# Antônio de Castro Alves
Antônio de Castro Alves (Muritiba, 14 marzo 1847 – Salvador, 6 luglio 1871) è stato un poeta brasiliano, uno dei più importanti del secolo, meglio conosciuto come sostenitore dell'abolizionismo.

## Biografia

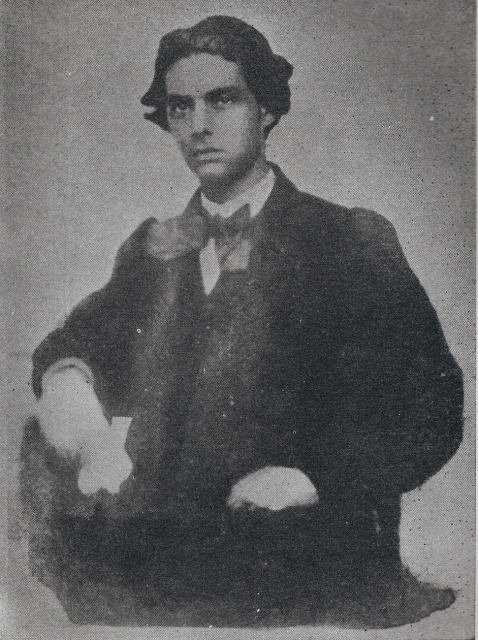
Antônio de Castro Alves in gioventù

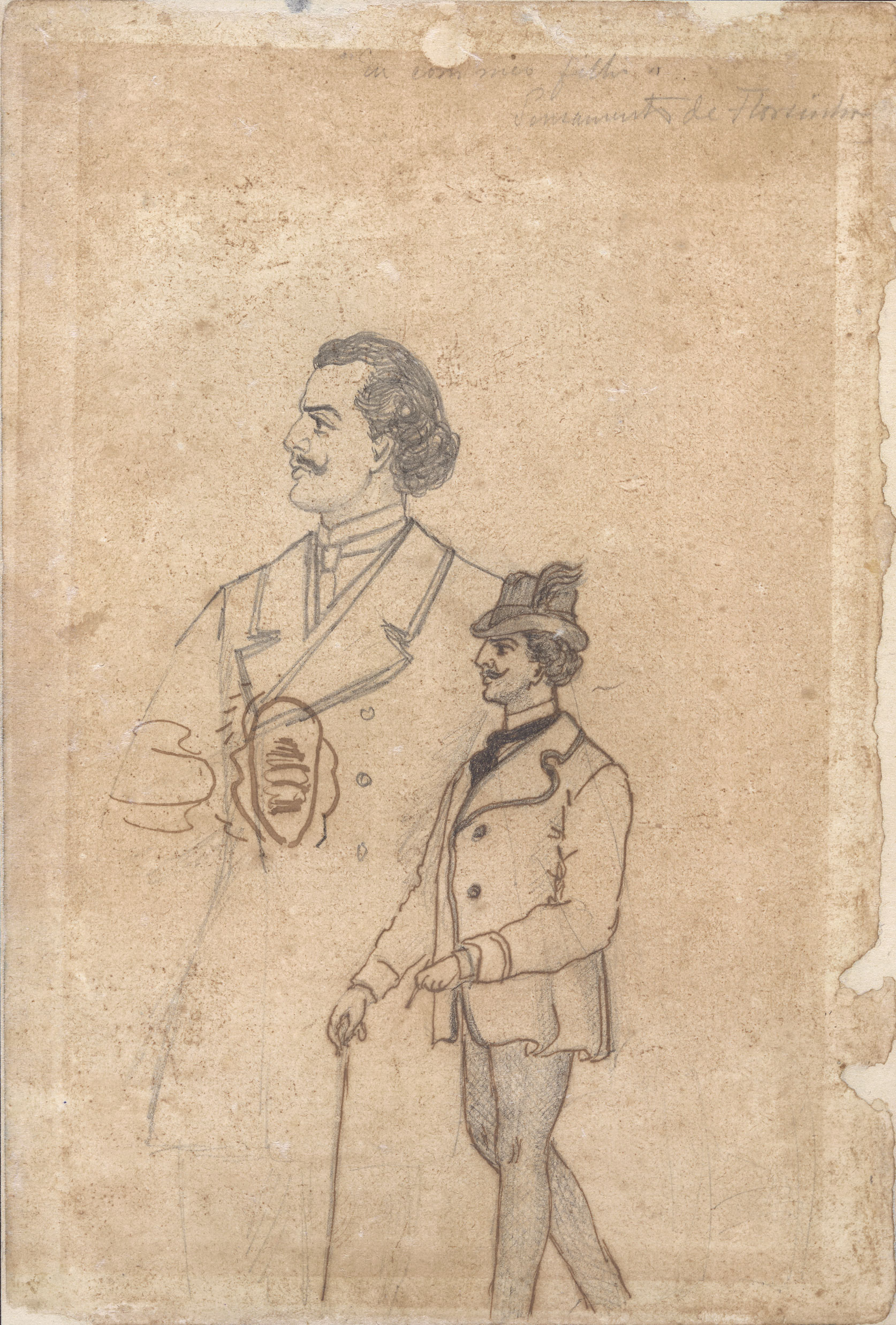
Autoritratto di Antônio de Castro Alves

Alves nacque in una fattoria situata presso la città di Cachoeira, Bahia, in Brasile.
Il suo percorso di studi incominciò a Salvador, Bahia, e proseguì dapprima a Recife e poi a San Paolo, dove frequentò la facoltà di diritto, senza però riuscire a laurearsi.
Vivendo nelle grandi città brasiliane, il poeta venne a contatto con le grandi problematiche sociali, ed in breve tempo si fece sostenitore della causa dei poveri, degli emarginati e degli schiavi. Per questi motivi, ancora adesso, il poeta è riverito nel suo paese e viene considerato uno dei capostipiti della cultura democratica brasiliana, tenendo presente che la schiavitù in Brasile venne dichiarata abolita solo nel 1888, grazie all'intervento della principessa Isabella, figlia di Dom Pedro II.
Durante la sua permanenza a Recife ebbe una ardente relazione con l'attrice portoghese Eugênia Câmara, che seguì durante i suoi tour, cogliendo l'occasione sia per scrivere i suoi primi poemi abolizionisti, "Os Escravos" (Gli schiavi) e "A Cachoeira de Paulo Afonso" (La cascata di Paulo Afonso), oltre che l'unica sua opera teatrale, il dramma intitolato Gonzaga (1867), rappresentato a San Paolo con l'interpretazione dalla stessa Câmara.
Nella città di Rio de Janeiro, ebbe l'occasione di incontrare importanti personaggi, come José de Alencar, Francisco Otaviano e Machado de Assis, mentre a San Paolo strinse amicizia con Rui Barbosa, Joaquim Nabuco, Rodrigues Alves, Afonso Pena e Bias Fortes.
Alle prime avvisaglie della tubercolosi, rientrò nella sua città natale, dove morì all'età di 24 anni.

## Opere
Alves è stato definito dalla critica un poeta "oratorio", ma anche uno scrittore originale, per il talento, la creatività, l'eloquenza, la fede negli ideali artistici e vitali.
Può essere considerato un anticipatore del realismo, soprattutto quando focalizzò la sua attenzione ai delicati problemi della schiavitù oggettivando il più possibile la sua lirica, come nel caso del poemetto O Navio Negreiro ("La nave negriera"), però è presente nelle sue opere anche un lato tardo-romantico che ispirò versi a sfondo sentimentale. Diversamente dalla prima ondata romantica, i suoi contenuti apparvero più otimistici e le sue immagini si caratterizzarono per una maggiore presenza di sensualità.
Le sue influenze furono varie, da Byron a Alfred de Musset, ma soprattutto dagli studi e dalle letture di Victor Hugo.
Tra le sue opere più significative si annoverano: Espumas Fluntuantes ("Spume fluttuanti", 1870), l'unico volume uscito quando Alves era ancora in vita; Escavos ("Schiavi"); A cachoeira de Paulo Alfonso ("La cascata di P.A."); Vozes d'Africa ("Voci d'Africa").